# 萊克歐扎克 (密蘇里州)
萊克歐扎克（英語：Lake Ozark）是位於美國密蘇里州康登縣及米勒縣的城市。

## 人口
根據2020年美國人口普查的數據，萊克歐扎克的面積為20.48平方千米，當中陸地面積為18.62平方千米，而水域面積為1.86平方千米。當地共有人口2077人，而人口密度為每平方千米101人。